# Виштынецкий, Исай Соломонович
Исай Соломонович Виштынецкий — советский хозяйственный, государственный и политический деятель.

## Биография
Родился в 1907 году в Петровске. Член ВКП(б).
Образование высшее (окончил Московский институт цветных металлов и золота)
С 1930 года — на хозяйственной, общественной и политической работе.
До 1938 года — инженер, заместитель начальника, начальник трубопрессового цеха, заместитель главного инженера на заводе № 95 в Кунцеве.
- В 1938—1942 годы — директор завода № 95 (Верхнесалдинское металлургическое производственное объединение).[1]
- В 1942—1945 годы — начальник производства Ступинского металлургического завода.[1]
- В 1945—1950 годы — директор завода № 65 НКАП.[1]
- В 1951—1967 годы — начальник УКС Ступинского металлургического завода, управляющий трестом «Ступинстрой».[1]

.
Умер в Ступине в 1967 году.